# 2016-os nizzai terrortámadás
2016. július 14-én késő este Nizzában, a híres tengerparti Angol sétányon (franciául Promenade des Anglais) a Franciaország nemzeti ünnepét ünneplő tömegbe hajtott nagy sebességgel egy bérelt teherautóval a 31 éves tunéziai származású nizzai Mohamed Lahouaiej Bouhlel, aki közben fegyverével a rendőrökre is lőtt. A teherautót végül a rendőrök megállították, a sofőrt pedig agyonlőtték.
A támadást mintegy másfél nappal később az Iszlám Állam vállalta magára. François Hollande francia köztársasági elnök a terrortámadás után háromnapos nemzeti gyászt rendelt el.

## A támadás
Bouhlel tartózkodási engedéllyel (titre de séjour) élt Franciaországban és hivatásos fuvarozóként dolgozott. Korábban kisebb bűncselekményeket már elkövetett, de a rendőrség nem tartotta nyilván mint radikálist. Már 2015-ben tervezni kezdte a támadást, és öten segítettek neki. Nem sokkal előbb szerzett engedélyt nehézgépjármű vezetésére.
A francia nemzeti ünnepen számos városban tartanak tűzijátékot, és ilyenkor nagy tömeg gyűlik össze, így volt ez Nizzában is. A 2015. november 13-i párizsi terrortámadás óta rendkívüli állapot volt érvényben az országban, ezért a hatóságok fokozott biztonsági intézkedéseket hoztak. A terrorista július 11-én bérelte a 19 tonnás Renault Midlum kamiont. 12-én, 13-án és 14-én délután is felderítette vele a terepet. 14-én este úgy került a tűzijáték miatt gyalogosoknak fenntartott területre, hogy a teherautóval a széles tengerparti járdára hajtva elsodorta az útlezáró kerítést. A tűzijáték után hazainduló tömegbe hajtott nagy sebességgel. Kb. 2 kilométert tett meg cikkcakkban haladva, hogy minél több áldozata legyen. Amikor a rendőrség lőni kezdett rá, pisztollyal viszonozta a tüzet és csak 300 méter múlva, a palais de la Méditerrannée kaszinónál állt meg a teherautó és halt meg a támadó. A kitört pánikban az emberek futni kezdtek és többen a menekülés közben sebesültek meg.
Az elkövető által bevetett „gyilkos fűnyíró”-módszert az Al-Kaida 2010 óta ajánlotta iszlamista merénylőknek.

## Áldozatok
A tömeggyilkosságban 84-en meghaltak, köztük 10 gyermek. 202 személy sebesült meg, közülük 52-nek súlyos sebesülései voltak. 25 ember került intenzív osztályra. 29 ország állampolgárai vesztették életüket vagy sebesültek meg a támadásban. A külföldiek a következő országokból származtak: Algéria, Belgium, Brazília, Amerikai Egyesült Államok, Észtország, Georgia, Kazahsztán, Lengyelország, Madagaszkár, Marokkó, Németország, Olaszország, Oroszország, Örményország, Románia, Svájc, Törökország, Tunézia és Ukrajna. Augusztus folyamán a sebesültek közül ketten a kórházban elhunytak, így 86-ra emelkedett a halálos áldozatok száma.

## Büntetőeljárás
2020-ban azt közölték, hogy a francia terrorellenes ügyészség négy embert terrorista összeesküvés, öt másikat bűnügyi összeesküvés vádjával akar bíróság elé állítani. Végül 2022 decemberében hét férfit és egy nőt ítéltek el a perben. Mohamed Ghraiebet és Chokri Chafroudot 18-18 év letöltendő börtönbüntetésre ítélték, mert segítették a támadót abban, hogy kamionhoz és fegyverekhez jusson. Ramzi Arefát tizenkét, további öt embert kettőtől nyolc évig terjedő szabadságvesztésre ítéltek.